# 黄土の嵐
『黄土の嵐』（おうどのあらし）は、1980年10月26日から1981年1月25日まで日本テレビで放映された特撮テレビドラマである。

## 概要
中国の武侠小説『児女英雄伝』を原案として、本来主役である十三妹は脇役となり、本作品では安公子を主役としている。
『西遊記』『猿飛佐助』に続く若者向け特撮路線として制作され、当初は全22話を予定していたが、全12話で終了した。
『別冊漫画アクション』（双葉社）でコミカライズも行われていたが、こちらの主役は十三妹だった。（作画：国友やすゆき、脚色：セルジオ関）全1巻

## 出演
- 安公子：井上純一
- 逆臣・包公：岡田英次
- 十三妹：マッハ文朱
- 酒仙法師：大友柳太郎
- 王鳳：森田理恵
- 憑竜：なべおさみ
- 青嵐：大山のぶ代
- 白玉堂：岩谷隆広
- 儒宗皇帝：井上孝雄
- 狼隊長献唐：伊東四朗
- 三ツ矢歌子
- 風間健
- 出光元

## スタッフ
- プロデューサー：早川恒夫
- 監督：「サブタイトル」参照
- 脚本：「サブタイトル」参照
- 特撮監督：鈴木清
- 制作：日本テレビ、国際放映
- 主題歌：サンディエゴ『空翔ける馬のように』
- ナレーター：熊倉一雄

## サブタイトル
| 話数 | 放送日          | サブタイトル        | 脚本     | 監督       |
| ---- | --------------- | ------------------- | -------- | ---------- |
| 1    | 1980年 10月26日 | 燃えろ! 安公子      | 田上雄   | 斎藤武市   |
| 2    | 11月2日         | 走れ! 十三妹        | 田上雄   | 斎藤武市   |
| 3    | 11月16日        | 悪徳商人を倒せ!     | 中村勝行 | 長谷部安春 |
| 4    | 11月23日        | 財宝は悪に渡すな!   | 中村勝行 | 井上昭     |
| 5    | 11月30日        | 俺が皇太子!?        | 田上雄   | 斎藤武市   |
| 6    | 12月7日         | 十三妹、大変身!!    | 古田求   | 長谷部安春 |
| 7    | 12月14日        | 分身!! 10人の十三妹 | 中村勝行 | 長谷部安春 |
| 8    | 12月21日        | 母よ何処に･･･       | 田上雄   | 斎藤武市   |
| 9    | 12月28日        | 海賊船を爆破せよ    | 田上雄   | 長谷部安春 |
| 10   | 1981年 1月11日  | 対決!! 炎の妖術     | 古田求   | 井上昭     |
| 11   | 1月18日         | 決戦!! 三匹の妖怪   | 中村勝行 | 青木敏     |
| 12   | 1月25日         | 父よ母よ            | 田上雄   | 青木敏     |

## 前後番組
| 日本テレビ 日曜夜8時枠 | 日本テレビ 日曜夜8時枠 | 日本テレビ 日曜夜8時枠 |
| 前番組                 | 番組名                 | 次番組                 |
| ---------------------- | ---------------------- | ---------------------- |
| 猿飛佐助               | 黄土の嵐               | 宇宙空母ギャラクティカ |